# Нова Јошава
Нова Јошава је насељено мјесто у Славонији. Припада граду Ораховици, у Вировитичко-подравској жупанији, Република Хрватска.

## Географија
Нова Јошава се налази око 3,5 км источно од Ораховице.

## Становништво
Према попису становништва из 2011. године, Нова Јошава је имала 182 становника.
| Демографија | Демографија | Демографија |
| Година      | Становника  | Становника  |
| ----------- | ----------- | ----------- |
| 1961.       | 414         |             |
| 1971.       | 335         |             |
| 1981.       | 275         |             |
| 1991.       | 240         |             |
| 2001.       | 191         |             |
| 2011.       |             | 182         |

## Попис1991.
На попису становништва 1991. године, насељено место Нова Јошава је имало 240 становника, следећег националног састава:
| Попис 1991.‍  | Попис 1991.‍  | Попис 1991.‍ | Попис 1991.‍ | Попис 1991.‍ |
| ------------ | ------------ | ----------- | ----------- | ----------- |
|              |              |             |             |             |
| Хрвати       | Хрвати       |             | 216         | 90,00%      |
| Срби         | Срби         |             | 10          | 4,16%       |
| Југословени  | Југословени  |             | 6           | 2,50%       |
| Мађари       | Мађари       |             | 2           | 0,83%       |
| Пољаци       | Пољаци       |             | 2           | 0,83%       |
| Словенци     | Словенци     |             | 1           | 0,41%       |
| неопредељени | неопредељени |             | 1           | 0,41%       |
| непознато    | непознато    |             | 2           | 0,83%       |
| укупно: 240  |              |             |             |             |